# شبه موصل مشاب
شبه الموصل المُشَاب (بالإنجليزية: Extrinsic semiconductor)‏ هو شبه موصل تحول من كونه شبه موصل ذاتي إلى مشاب بعد إجراء عملية إشابة غيرت من خصائصه الإلكترونية. تؤدي الإشابة (إضافة مادة أخرى) إلى اختلاف تركيز الإلكترونات والفجوات في شبه الموصل عند التوازن الحراري. وبحسب المواصفات المطلوبة لشبه الموصل الناتج يتم اختيار المُشِيب ومقدار الإشابة.
وتنقسم أشباه الموصلات الخارجية بحسب مادتها والمشيب إلى:
- شبه موصل سالب.
- شبه موصل موجب.

## شبه الموصل السالب

مستويات الطاقة في شبه الموصل نوع "إن". النقط السوداء في نطاق التوصيل هي إلكترونات، والحلقات في نطاق التكافؤ هي فجوات. ويبين الشكل أن الإلكترونات تمثل أغلبية حاملات الشحنة.

شبه الموصل السالب أو شبه موصل نوع N-type semiconductor)  n) هو شبه موصل ذاتي فيه تركيز كبير للإلكترونات أعلى من تركيز الفجوات. ونقول «نوع إن» لأنه تكثر فيه الشحنات السالبة negative charge وهي إلكترونات.
تكون الإلكترونات والفجوات في «شبه الموصل نوع إن». هي حاملات الشحنة وتغلب فيها الإلكترونات على الفجوات.
وتصنع «أشباه الموصلات نوع إن» من شبه موصل ذاتي (أي شبه موصل في حالته النقية)، وتتم إشابته بمُشِيب مانح للإلكترونات. منها ما يكون شبه الموصل من السيليكون ومشاب بالفسفور (فيعتبر الفسفور مانح لإلكترونات).
في النوع «إن» يكون مستوى طاقة فيرمي أعلى من مستوي الطاقة في شبه الموصل النقي، ويكون مستواها أقرب لنطاق التوصيل من نطاق التكافؤ.

## شبه الموصل الموجب

نطاقات الطاقة في شبه الموصل نوع بي. النقاط السوداء في نطاق التوصيل هي إلكترونات، والحلقات في نطاق التكافؤ هي فجوات. ويوضح الشكل أن الفجوات هنا تمثل أغلبية حاملات الشحنة.

شبه الموصل الموجب أو شبه الموصل نوع بي، يختلف عن «النوع إن» في كونه يحتوي على تركيز أعلى للفجواتمقارنةً بتركيز الإلكترونات.
ويسمى «نوع بي» حيث تكثر فيه الشحنات الموجبة positive charge وهي شحنة الفجوات.
وتمثل الفجوات أغلبية حاملات الشحنة في «شبه الموصل نوع بي» وتقل فيه الإلكترونات.
وتصنع أشباه الموصلات نوع «بي» عن طريق إشابة شبه موصل ذاتي بشوائب مستقبلة للإلكترونات. أحد أنواعها يتكون من السيليكون ومشاب بالبورون.
يكون مستوى طاقة فيرمي في «النوع بي» أقل من طاقة فيرمي لشبه الموصل الذاتي (السيليكون). ويكون فيه مستوى طاقة فيرمي أقرب إلى نطاق التكافؤ عن قربه إلى نطاق التوصيل.

## استخدامات شبه الموصل المشاب
تدخل أشباه الموصلات المشابة في تركيب عدد كبير من الأجهزة الكهربائية. ثنائي المساري يسمح بمرور التيار الكهربائي في اتجاه واحد. وهو يتركب من نوع بي و «نوع إن» موصولان مباشرة مع بعضهما فيما يسمى وصلة بي إن. معظم أنواع ثنائي المساري حالياً تستخدم شبه موصل السيليكون أو الجرمانيوم.
الترانزستور - وهو مفتاح يمرر التيار ويغلقه - يستخدم أيضاً شبه الموصل المشاب. أحد أنواع الترانزستور من نوع «ترانزستور وصلة ثتائية الأقطاب» (Bipolar junction transistor (BJT . ومعظم الأنواع المستخدة من ترانزستور BJT هي: نوع NPN و PNP.
يتكون نوع NPN من طبقتين من النوع n وبينهما طبقة من النوع p. أما نوع الترانزستور PNP فهو أيضاً «شطيرة» يتكون من شطرين من النوع P وبينهما طبقة من النوع n.
كما يوجد نوع ترازستور يسمى ترانزستور حقلي (Field-effect transistor (FET أو «ترانستور التأثير الحقلي» وهو يعتمد أيضاً على شبه الموصل المشاب. وهو يختلف عن «ترانزستور وصلة ثنائي الأقطاب» BJT في كونه ذو قطب واحد، ومنه ما له «قناة نوع إن» N-channel أو «قناة نوع بي» P-channel. وتنقسم أنواع الترانزيستور الحقلي FET إلى نوعين: ترانزيستور حقلي ذو وصلة بوابة junction gate FET (JFET) وترانزستور حقلي ذو بوابة معزولة insulated gate FET (GFET)).
أجهزة أخرى تستخدم شبه الموصل المشاب:
- الليزر.
- الخلية الضوئية.
- المستشعر الضوئي.
- الثنائي الباعث للضوء.
- المقداح.

## إشابة شبه الموصل
تنقسم أشباه الموصلات من حيث تجانس تكوينها إلى أشباه موصلات ذاتية وأخرى مشابة، حيث تعتمد أشباه الموصلات الذاتية على نوع واحد من الذرات، أما المشابة فتتداخل مواد متغايرة معها. تلك الشوائب تكون من ذرات عناصر مختلفة عن ذرات شبه الموصل نفسه. تلك الذرات «الدخيلة» إما أن تكون مانح إلكترونات أو مستقبل إلكترونات من شبه الموصل، لأنها تغير تركيز الإلكترونات والفجوات في شبه الموصل. وتصنف ذرات المُشيب بأنها إما ذرات مانحة أو ذرات مستقبلة بحسب سلوكهما في شبه الموصل النقي.
ذرات المشيب المانحة فيها عدد أكبر من إلكترونات التكافؤ من الذرة التي حلت محلها في شبة الموصل النقي. ذرات المشيب المانحة تمنح من ذرات التكافؤ إلى نطاق التوصيل في شبه الموصل، مما يزيد من عدد الإلكترونات في شبه الموصل الذاتي. تلك الإلكترونات الزائدة تزيد من تركيز الإلكترونات الحاملة (n0) في شبه الموصل، فتجعله من «النوع إن» n-type.
ذرات المشيب المستقبلة لها إلكترونات أقل عدداً من إلكترونات الذرة التي حلت محلها في شبه الموصل النقي. فإنها تستقبل إلكترونات من نطاق التكافؤ في شبه الموصل النقي. فهي تزيد من عدد الفجوات في شبه الموصل النقي. وتزيد الفجوات من تركيز الفجوات الحاملة (p0) في شبه الموصل، وتنتج بذلك «شبه الموصل نوع بي» p-type .
ذرات شبه الموصل وذرات الإشابة تعرف من أعمدة الجدول الدوري للعناصر التي نجدها فيها. وكل عمود في الجدول الدوري يعطي عدد إلكترونات التكافؤ في كل ذرة منها، وهل هي ذرة مانحة في شبه الموصل النقي أم تكون ذرة مستقبلة.
توجد مجموعة من أشباه الموصلات «أشباه الموصلات 4» تستخدم المجموعة 5 (وتسمى مجموعة النيتروجين) كذرات مانحة ة، كما تعمل المجموعة 3 (من الجدول الدوري، وتسمى مجموعة البورون) كذرات مستقبلة.
وفقاً لـ قائمة مواد شبه الموصلات يستخدم نوع
III-V semiconductor ، شبه الموصل المركب، يستخدم مجموعة 6 من الجدول الدوري كذرات مانحة، ويستخدم ذرات المجموعة 2 (فلز قلوي ترابي) كذرات مستقبلة.
يمكن لمجموعة III-V semiconductors أن تستخدم ذرات المجموعة 4 إما كمانحة أو مستقبلة. وعندما تأخذ ذرة من المجموعة 4 ملكن ذرة من المجموعة 3 في الشبكة البلورية لشبه الموصل النقي، فإن ذرة المجموعة 4 تعمل كمانح.
وبالعكس، إذا أخذت ذرة من المجموعة 4 مكان ذرة من عناصر المجموعة 5، فتكون ذرة المجموعة 4 ذرة مستقبلة. ذرات المجموعة 4 يمكنها العمل إما كذرات مانحة أو ذرات مستقبلة، ولذلك فإنهم معروفون بأنهم شوائب متذبذبة.
|                            | شبه موصل ذاتي                                                               | ذرات مانحة                            | ذرات مستقبلة                              |
| -------------------------- | --------------------------------------------------------------------------- | ------------------------------------- | ----------------------------------------- |
| Group IV semiconductors    | سيليكون، جرمانيوم                                                           | فسفور، زرنيخ                          | بورون، ألومنيوم                           |
| Group III-V semiconductors | فوسفيد الألومنيوم، زرنيخيد الألومنيوم، زرنيخيد غاليوم ثلاثي، نتريد الغاليوم | سيلينيوم، تيلوريوم، سيليكون، جرمانيوم | بيريليوم، زنك، كادميوم، سيليكون، جرمانيوم |